# Trenč
Trenč (en húngaro: Tőrincs) es un municipio del distrito de Lučenec en la región de Banská Bystrica, Eslovaquia, con una población estimada a final del año 2024 de 538 habitantes.
Se encuentra ubicado en el centro-sur de la región, en el valle del río Ipoly —un afluente izquierdo del Danubio— y cerca de la frontera con Hungría.

## Demografía
| Año        | 1994 | 2004     | 2014     | 2024     |
| ---------- | ---- | -------- | -------- | -------- |
| Población  | 291  | 389      | 473      | 538      |
| Diferencia |      | +33,67 % | +21,59 % | +13,74 % |

| Año        | 2023 | 2024    |
| ---------- | ---- | ------- |
| Población  | 540  | 538     |
| Diferencia |      | −0,37 % |